# Siegfried Häußler
Siegfried Häußler (* 11. Januar 1917 in Deizisau; † 16. August 1989 in Altbach) war ein deutscher Allgemeinmediziner, Verbandsvertreter und Hochschullehrer.

## Leben
Siegfried Häußler wurde am 11. Januar 1917 als viertes Kind eines schwäbischen Bürgermeisters in
Deizisau bei Plochingen geboren. Nach Abitur und Arbeitsdienst studierte er Medizin an den Universitäten Tübingen, Innsbruck und Jena. 1942 schloss er mit dem Staatsexamen und der Promotion an der Universität Tübingen ab. Anschließend tat er als Truppenarzt in einem Reservelazarett sowie auf einem Hauptverbandsplatz Dienst. 1945 wurde er als Schwerkriegsbeschädigter aus englischer Gefangenschaft entlassen und ließ sich als praktischer Arzt in der Gemeinde Altbach nieder.

### Beruspolitische und -ständische Vertretung
Bereits 1946 war Häußler Mitbegründer des Geislinger Kreises, der 1949 die Keimzelle des Landesverbandes Baden-Württemberg des wieder gegründeten Hartmannbundes wurde. Von 1949 bis 1957 war er Vorsitzender des Landesverbandes und, nachdem er von 1953 bis 1959 zunächst stellvertretender, wurde er von 1959 bis 1963 Erster Vorsitzender des Bundesverbandes des Hartmannbundes.
Von 1957 bis 1989 war Häußler ununterbrochen 1. Vorsitzender der Kassenärztlichen Vereinigung Nordwürttemberg in Stuttgart, deren Ehrenvorsitzender er im Anschluss wurde. Häußler wurde am 2. März 1985 zum Ersten Vorsitzenden der Kassenärztlichen Bundesvereinigung (KBV) gewählt.
Am 3. Dezember 1988 nahm er vor der Vertreterversammlung in Köln seinen Abschied.
Er war seit 1962 Mitglied des Bundesgesundheitsrates, arbeitete im Bundesausschuß Ärzte und Krankenkassen und in anderen Gremien der kassenärztlichen Selbstverwaltung mit. Im Oktober 1986 wurde Häußler in den Ärztlichen Sachverständigenbeirat beim Bundesministerium für Arbeit und Sozialordnung, Sektion „Krankenversicherung“, einem Gremium, das den Bundesarbeitsminister in ärztlich-wissenschaftlichen Fragen berät, berufen.

### Wegbereiter der Allgemeinmedizin in Deutschland
Häußler war ein maßgeblicher Wegbereiter einer allgemeinmedizinisch-wissenschaftlich fundierten Medizin und ein Vorkämpfer der gleichberechtigten Etablierung des Faches Allgemeinmedizin an den Hochschulen. 1966 erhielt Siegfried Häußler von der Medizinischen Fakultät der Albert-Ludwigs-Universität Freiburg den Lehrauftrag „Tätigkeit des Praktischen Arztes“. Dies war der erste Lehrauftrag einer Hochschule für die hausärztliche Medizin und somit die Geburtsstunde der akademischen Allgemeinmedizin in Deutschland. Nach seiner Habilitation 1968 erhielt Häußler die Lehrbefugnis für das Fach Allgemeinmedizin an der neugegründeten Ulmer Universität, wo er 1973 zum außerplanmäßigen Professor ernannt wurde.
Als Vorsitzender der Vereinigung der Hochschullehrer und Lehrbeauftragten für Allgemeinmedizin e. V. wirkte Häußler prägend bei der Etablierung der Allgemeinmedizin an den Hochschulen. Auf Häußlers Drängen beschloss der Deutsche Ärztetag 1968, erstmals die Bezeichnung „Arzt für Allgemeinmedizin“ in die Weiterbildungsordnung aufzunehmen.

### Weiteres soziales Engagement
Häußler war der maßgebliche Initiator des Appells, Patenschaften für die in der Bundesrepublik studierenden Töchter und Söhne von Ärzten aus der damaligen DDR zu übernehmen, der 1955 zur Gründung der Hartmann-Bund-Stiftung „Ärzte helfen Ärzten“ führte, deren Vorsitzender er wurde.
1976 wurde Häußler zum Vorstandsvorsitzenden des Zentralinstituts für die kassenärztliche Versorgung (ZI), einer gemeinnützigen Stiftung der 18 Kassenärztlichen Vereinigungen und der KBV in Köln, gewählt. Auch als Vorsitzender des Vereins Rationelle Arztpraxis e. V. (Stuttgart) hat sich Häußler engagiert und tatkräftig mitgewirkt.

### Parteipolitisches Engagement
Parteipolitisch engagierte Häußler sich in der CDU, für die er bei der Bundestagswahl 1949 im Wahlkreis Eßlingen antrat. Er erreichte mit 26,2 % jedoch lediglich den dritten Platz hinter Franz Ott (28,0 %) dem Kandidaten der „Notgemeinschaft Württemberg-Baden“, einer Vertriebenenorganisation, und dem Sozialdemokraten Albert Pflüger (27,0 %).

## Auszeichnungen
- Ehrenmitgliedschaft des BPA (Berufsverband der Praktischen Ärzte und Ärzte für Allgemeinmedizin)[2]
- Ehren-Fellow des Royal College of General Practitioners[2]
- Hippokrates-Medaille der Vereinigung der Hochschullehrer und Lehrbeauftragten für Allgemeinmedizin[2]
- Verdienstmedaille des Landes Baden-Württemberg (1977)[13]
- Ehrenmedaille der Universität Ulm (1987)[14][15]
- Hartmann-Thieding-Plakette des Hartmannbundes (1980)[16]
- Großes Bundesverdienstkreuz[2] (1982)
- Großes Bundesverdienstkreuz mit Stern (1989)[17][18]

## Veröffentlichungen
- Siegfried Häußler: Gesundheitspolitik: Reform durch Zwang oder Einsicht? Deutscher Instituts Verlag, Köln / Frankfurt (Main) 1976, ISBN 3-88054-010-1.
- Siegfried Häussler; Rolf Liebold; Helmut Narr: Die kassenärztliche Tätigkeit. In: Taschenbücher Allgemeinmedizin. 3., überarb. u. erg. Auflage. Springer, Berlin / Heidelberg / New York / Tokyo 1984, ISBN 978-3-540-12990-5 (eingeschränkte Vorschau in der Google-Buchsuche).
- Siegfried Häussler: Ärztlicher Ratgeber für werdende und junge Mütter. In: Ärztlicher Ratgeber für werdende und junge Eltern. 40., neubearb. Auflage. Verlag Wort und Bild Becker, Baierbrunn bei München 1977.